# Addo
För nationalparken i Sydafrika, se Addo elefant-nationalpark

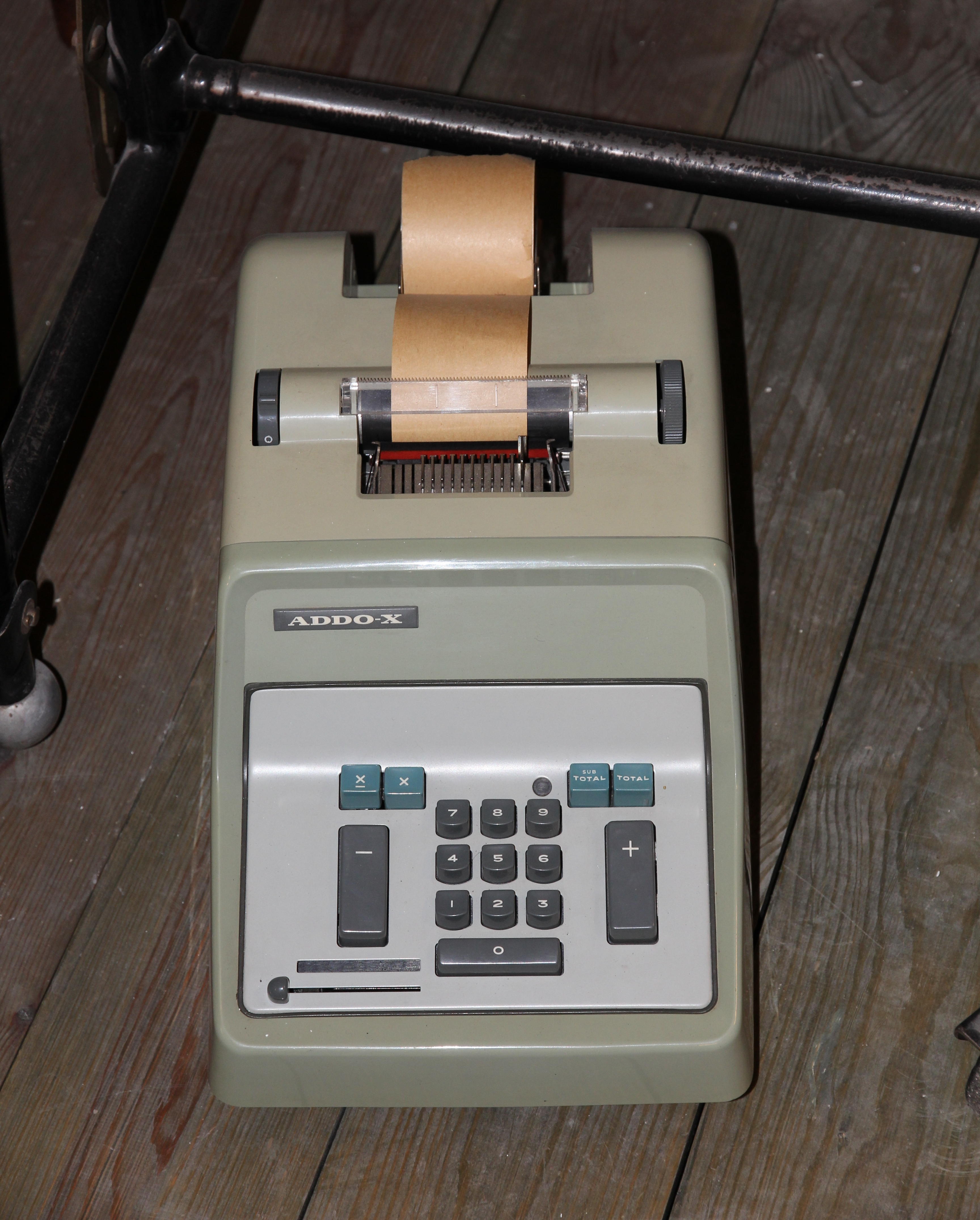
En räknemaskin från Addo.

AB Addo var ett verkstadsföretag i Malmö som tillverkade kontorsmaskiner.  Tillverkningen bestod främst av räkne-, bokförings-, databehandlings- och additionsmaskiner.

## Historik
Aktiebolaget Addo bildades 1918 och grundades av Hugo Agrell, som tidigare sålt importerade räknemaskiner, och hans kusin, ingenjören Oscar Printz. Den första tillverkningen skedde på Skolgatan och från 1928 på Östra Förstadsgatan 10.
Addo utvecklades till att bli en av Malmös största industrier. Företaget expanderade successivt, framför allt från 1930-talet, och kom att etablera fabriker även i England (Cirencester) och Brasilien (Rio de Janeiro). Som mest hade koncernen 3200 anställda. 1933 tillverkades 3000 maskiner på ett år med 70 anställda. 1935 lanserades bolagets mest kända produkt: Addo-X. 1954 hade antalet anställda vuxit till 1000. Addo hade förutom huvudfabriken på Industrigatan 20 i Norra Sorgenfri i Malmö även fabriker i Hörby, Örkelljunga (multiplikationsmaskinen Multo), Stockholm och Eskilstuna, dessutom Addomöbler i Lammhult. För bolagets grafiska formgivning anlitades Ladislav Sutnar. Bolaget hade visningshallar i bland annat New York. Surnar skapade Addo house style tillsammans med Oscar Nitzchke och Hans Lindblom.
På 1960-talet hade Addo börjat få ekonomiska problem. Konkurrenten Facit AB köpte Addo 1966, och införlivade företaget i Facit-koncernen. Bolagen kom inte att samordnas utan fortsatte i stor utsträckning att agera självständigt. Addos chef Gunnar Agrell kom att bli det självständiga Facits sista VD 1971–1972. 1972 köpte Electrolux Facit och samma år lades tillverkningen av räknemaskiner ner i Malmö. Addo kom att kvarstå som ett dotterbolag fram till början av 1980-talet.

## Verkställande direktörer
- Gunnar Agrell, 1950–1966